# Feldup
Pour l’article homonyme, voir Dupuis (homonymie).
Feldup est un vidéaste, musicien et chanteur français, né en 2002. Il est principalement connu pour ses vidéos « horreurs » sur Internet, en particulier sa série Findings (trouvailles en français), qui revient sur les mystères d'internet et de la pop-culture en général, le format étant large dans les sujets qu'il traite.
Il développe en parallèle une activité musicale depuis 2016, avec un premier album physique en 2020 et une première tournée en 2023.

## Biographie

### Jeunesse et formation
Feldup est né en 2002. Il grandit en Franche-Comté,.
Tout jeune, il découvre sur internet des vidéos lugubres et morbides, ce qui le poussera à créer une chaîne centrée autour de ces thèmes.
Il découvre le Youtubeur Marble Hornets qui lui donne une passion pour la creepypasta du Slenderman. Il s'inspire alors du travail de ce YouTubeur pour créer ses premières vidéos.
Dans une entrevue, il déclare : « J'étais très solitaire et les seuls amis que je trouvais étaient sur internet ». Bon élève, il intègre à 15 ans un lycée parisien qu'il décrit comme « très strict ». Il suit ensuite des études d'ingénieur du son à Paris.

### Carrière de vidéaste
Il lance le 8 janvier 2014 sa chaîne Youtube Feldup.
Si au début, il écrit des creepypastas, il se tourne rapidement vers la narration en écrivant une série de vidéos intitulées Findings et dont le but de l'émission est de raconter et d'analyser la naissance de légendes d'horreur ayant trait à Internet,,. 
Les thématiques que traite Feldup sont très diverses, passant par des histoires sombres sur différentes plateformes Internet (notamment YouTube ou Reddit), sur des ARG mais aussi des faits réels.
Quand sa chaîne commence à décoller, il abandonne sa première année d'ingénierie sonore pour se consacrer à sa chaîne.
Il a déjà fait plusieurs collaborations avec d'autres vidéastes, par exemple Les Revues du Monde, ThéoBabac, Joueur du Grenier, etc.
En septembre 2023, sa vidéo La face cachée de Reddit #6 - Findings N°99 fait partie du top 10 des vidéos du Youtube francophone ayant fait le plus de vues. 
En février 2024, il publie son 100e épisode de Findings basée sur le court-métrage This House Has People in It d'Alan Resnick, qui devient l'une des plus regardés de sa chaîne avec 3,5 millions de vues un mois après sa sortie.
Durant l'année 2024, Feldup documente les recherches et les découvertes de deux exemples populaires de lostwave, Everyone Knows That en avril, et Subways of Your Mind en novembre,,.

### Carrière artistique
Fin 2016, Feldup sort son premier album intitulé Those Hours of Emptiness. En 2020, il publie un autre opus, A Thousand Doors, Just One Key. Dans une entrevue, Feldup confie : « Écrire a toujours été nécessaire pour moi, cela me permettait de détourner mes pensées et de donner un sens aux choses affreuses qui m’arrivaient ».
La même année, il signe avec le label Talitres, qui assure la distribution physique en CD et vinyle et numérique de A Thousand Doors, Just One Key.
En 2022, Feldup collabore au projet ZZCCMXTP de KronoMuzik et produit la musique "Back Home".
En 2023, il donne une série de concerts, désormais accompagné d'un groupe,.
Depuis 2024, il lance une tournée pour promouvoir Stared at from a Distance, son nouvel album sorti le 10 novembre 2023,. Il évoque également dans une entrevue le contenu très personnel de l'album, relatant des expériences traumatisantes vécues en 2020, incluant des agressions sexuelles. L'album attire l'attention de l'écrivain Benjamin Berton, qui le décrit comme l'« exercice intime et stylistique le plus abouti que vous croiserez avant longtemps ».
En 2024, Feldup a produit une trentaine d’albums.

## Discographie
- 2016 : Before Math

- 2016 : SOLOTONE ("Seven Session" #1)

- 2016 : Those Hours of Emptiness
- 2017 : Geometrine Remastered
- 2017 : To Say Goodbye
- 2017 : Reconstruction
- 2017 : Waves
- 2018 : Living behind few people
- 2018 : Home
- 2018 : Back to Home
- 2018 : Echoes in a white room
- 2019 : Stargazing and healing
- 2020 : A Thousand Doors, Just One Key
- 2021 : Man in the abyss, a hole for a face
- 2021 : A season in the dark, a bottomless trench
- 2023 : Stared at from a Distance
- 2025 : Moments of Sobriety